# Paul Denn

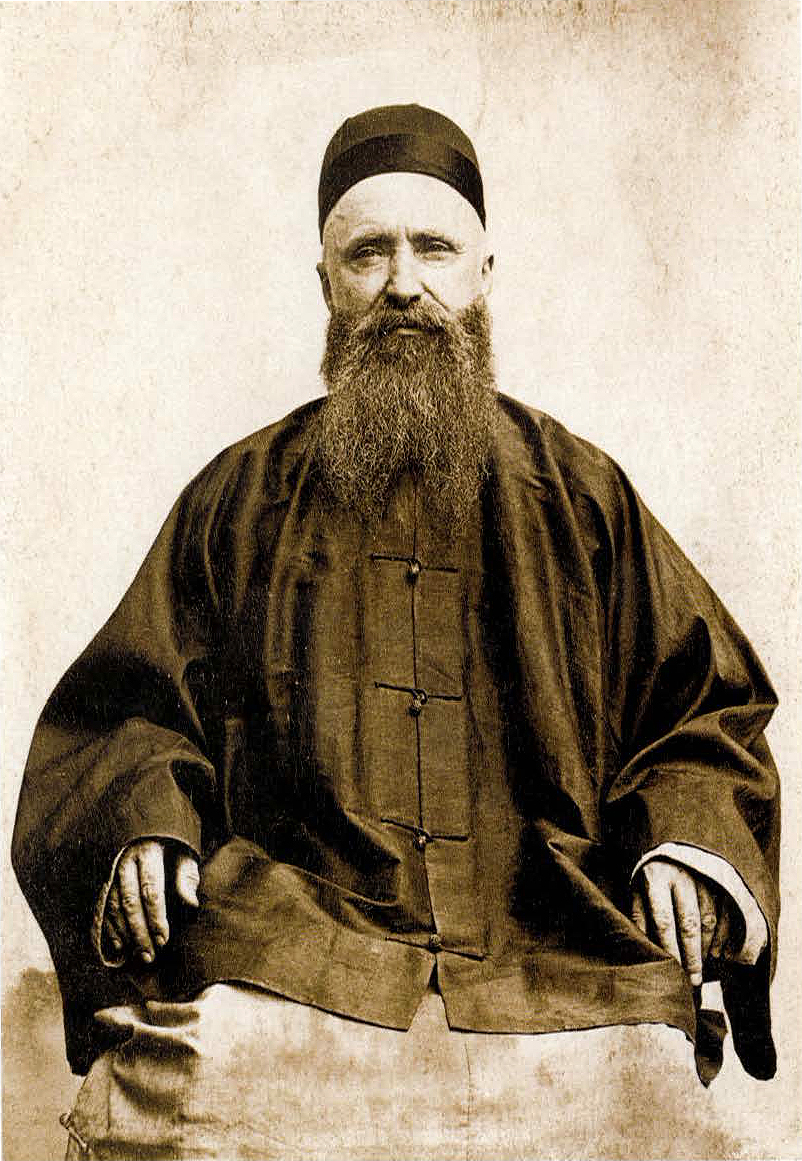
Paul Denn

Paul Denn, född 1 april 1857 i Lille i Frankrike, dödad 20 juli 1900 i Zhujiahe i Jingxian (det som idag är provinsen Hebei) i Kina, var en katolsk präst och missionär. Han tillhörde Jesuitorden och blev dödad under Boxarupproret.  Samtidigt med honom dödades också hans medbroder Léon-Ignace Mangin och ett stort antal kinesiska katoliker.
Han blev helgonförklarad 1 oktober 2000 av påven Johannes Paulus II. Han blev saligförklarad år 1955 tillsammans med tre andra jesuiter, Modeste Andlauer (1847–1900), Léon-Ignace Mangin (1857–1900) och Rémy Isoré (1852–1900), och blev kanoniserad år 2000 som en av de 120 martyrer som blev dödade i Kina, varav 52 blev dödade under Boxarupproret.